# Đặng Trí Dũng
Đặng Trí Dũng (20 tháng 2 năm 1962 - 25 tháng 3 năm 2022) là một sĩ quan cấp cao trong Quân đội nhân dân Việt Nam, hàm Thiếu tướng. Ông nguyên là Giám đốc Học viện Khoa học Quân sự, Bộ Quốc phòng.

## Thân thế và binh nghiệp
Sinh năm 1962; nguyên quán: Xã Cự Khê, huyện Thanh Oai, tỉnh Hà Tây (nay là TP Hà Nội); trú quán: Số 105 đường Tân Nhuệ, phường Thụy Phương, quận Bắc Từ Liêm, TP Hà Nội; đảng viên Đảng Cộng sản Việt Nam, Giám đốc Học viện Khoa học Quân sự, Tổng cục II/Bộ Quốc phòng.
Tháng 9-1978: Chiến sĩ Đoàn 1752, Cục Nghiên cứu, Bộ Tổng Tham mưu (nay là Tổng cục II/Bộ Quốc phòng); tham gia quân tình nguyện làm nhiệm vụ quốc tế tại Campuchia.
Tháng 12-1980: ông được cử đi đào tạo, sau đó về công tác tại Đoàn 12, Cục Nghiên cứu, Bộ Tổng Tham mưu.
Tháng 3-2000 đến tháng 6-2001: Trưởng phòng 5, Cục 12, Tổng cục II/Bộ Quốc phòng.
Tháng 7-2001 đến tháng 5-2003: Phó cục trưởng Cục 12, Tổng cục II/Bộ Quốc phòng.
Tháng 6-2003 đến tháng 3-2006: Phó cục trưởng Cục 16, Tổng cục II/Bộ Quốc phòng.
Tháng 4-2006 đến tháng 4-2008:  Cục trưởng Cục 16, Tổng cục II/Bộ Quốc phòng.
Tháng 5-2008 đến tháng 5-2013: Phó giám đốc Học viện Khoa học Quân sự, Tổng cục II/Bộ Quốc phòng.
Tháng 6-2013: Giám đốc Học viện Khoa học Quân sự, Tổng cục II/Bộ Quốc phòng.
Ông được phong quân hàm Thiếu tướng tháng 12 năm 2012.

## Phong tặng
Huân chương Quân công hạng Ba; 
Huân chương Chiến công hạng Nhất, Nhì; 
Huy chương Quân kỳ Quyết thắng; 
Huy chương Chiến sĩ vẻ vang hạng Nhất, Nhì, Ba; 
Nhà nước Lào tặng thưởng Huân chương Anh dũng hạng Nhì; 
Vương quốc Campuchia tặng thưởng Huân chương Angkor hạng Nhì.